# Auriscalpium gilbertsonii
Auriscalpium gilbertsonii är en svampart som beskrevs av Ryvarden 2001. Auriscalpium gilbertsonii ingår i släktet Auriscalpium och familjen Auriscalpiaceae.   Inga underarter finns listade i Catalogue of Life.